# Kåkinds härad
Kåkinds härad var ett härad i östra Västergötland som numera utgör delar av Hjo kommun, Skövde kommun, Karlsborgs kommun och Tibro kommun. Häradets areal var 613,45 kvadratkilometer varav 606,42 land.  Tingsställe från 1640 till 1677 var Värsås för att därefter till 1686 vara ambulerande och från 1686 till 1938 åter vara i Värsås och därefter i Skövde. 

## Socknar
I Skövde kommun
- Skövde socken
  - Öms socken utbruten ur Skövde socken 1863/1916 och uppgick igen 1952/1974
- Ryds socken uppgick 1952 i Skövde stad
- Hagelbergs socken
- Norra Kyrketorps socken
- Våmbs socken uppgick 1952 i Skövde stad
- Sventorps socken införlivade 1890 Suntetorps socken
- Forsby socken
- Varola socken
- Värsås socken

I Tibro kommun
- Kyrkefalla socken ombildades 1947 till Tibro köping

I Hjo kommun
- Mofalla socken
- Grevbäcks socken uppgick 1952 i Hjo stad
- Fågelås socken delades i tre steg 1863/1889/1902 upp i 
  - Norra Fågelås socken
  - Södra Fågelås socken
- Hjo socken uppgick 1952 i Hjo stad

I Karlsborgs kommun
- Breviks socken

Skövde stad hade en egen jurisdiktion (rådhusrätt) till 1938 då den uppgick i Skövde domsaga med ett eget tingslag. Hjo stad hade en egen jurisdiktion (rådhusrätt) till 1945 då den uppgick i Skövde domsaga och Gudhems och Kåkinds tingslag.

## Län, fögderier, domsagor, tingslag, tingsrätter och stift
Häradet hörde mellan 1634 och 1998 till Skaraborgs län, därefter till Västra Götalands län.  Församlingarna i häradet tillhörde Skara stift.
Häradets socknar hörde till följande fögderier:
- 1686-1866 Höjentorps fögderi för socknarna i Hjo och Skövde kommuner
- 1867-1990 Skövde fögderi  för socknarna i Skövde kommun, för de i Hjo och Karlsborgs kommuner till 1946
- 1946-1990 Tidaholms fögderi för socknarna i Hjo och Karlsborgs kommuner
- 1686-1854 Vadsbo fögderi för socknarna i Tibro kommun
- 1855-1917 Södra Vadsbo fögderi för socknarna i Tibro kommun
- 1918-1990 Skövde fögderi för socknarna i Tibro kommun

Häradets socknar tillhörde följande domsagor, tingslag och tingsrätter:
- 1680-1937 Kåkinds tingslag i
  - 1680-1864 Gudhems, Kåkinds, Valle och Vilske häraders domsaga
  - 1864-1937 Gudhems och Kåkinds domsaga
- 1938-1970 Gudhems och Kåkinds tingslag i Skövde domsaga
- 1952-1970 Vartofta och Frökinds domsagas tingslag i Vartofta och Frökinds domsaga för Södra och Norra Fågelås socknar
- 1952-1970 Vadsbo domsagas tingslag i Vadsbo domsaga för Breviks socken med

- 1971-2009 Skövde tingsrätt med dess domsaga för socknarna i Skövde, Tibro och Hjo kommuner
- 1971-2009 Mariestads tingsrätt och dess domsaga för Breviks socken
- 2009- Skaraborgs tingsrätt och dess domsaga